# Diane-Capelle
 Diane-Capelle  es una comuna y población de Francia, en la región de Lorena, departamento de Mosela, en el distrito y cantón de Sarrebourg.
Su población municipal en 2008 era de 222 habitantes.
Está integrada en la Communauté de communes de l'Étang du Stock.

## Demografía
| 268 | 277 | 386 | 485 | 532 | 570 | 542 | 509 | 404 | 413 | abs. | 455 | 397 | 366 | 360 | 381 | 330 | 333 | 326 | 341 | 312 | 278 | 268 | 254 | 244 | 257 | 246 | 233 | 359 | 323 | 189 | 216 | 222 |
| Para los censos de 1962 a 1999 la población legal corresponde a la población sin duplicidades (Fuente: INSEE [Consultar]) |     |     |     |     |     |     |     |     |     |      |     |     |     |     |     |     |     |     |     |     |     |     |     |     |     |     |     |     |     |     |     |     |